# L'Existoire

L'Existoire est le dixième album du chanteur québécois Richard Desjardins sorti en 2011. L'album est disque d’or quelques semaines à peine après sa sortie.

## Liste des titres
| No  | Titre                    | Durée |
| --- | ------------------------ | ----- |
| 1.  | Elvira                   |       |
| 2.  | Atlantique Nord          |       |
| 3.  | Les Deux Pétards         |       |
| 4.  | Développement durable    |       |
| 5.  | L'Existoire              |       |
| 6.  | Migwetch                 |       |
| 7.  | Avec l'amour de Jésus    |       |
| 8.  | Roger Guntacker          |       |
| 9.  | Sur son épaule           |       |
| 10. | Elsie                    |       |
| 11. | Ils                      |       |
| 12. | Los Ayala                |       |
| 13. | Tous les gens de plaisir |       |
| 14. | La Nuit avec Hortense    |       |